# ばばたくみ
ばばたくみ（1998年8月21日 - ）は、日本の脚本家。スターダストプロモーション関連のSTARDUST CREATORS所属。

## 経歴
京都芸術大学映画学科映画製作コース卒業。

## 作品

### テレビドラマ
- 連続ドラマW「I,KILL」（2025年5月放送・配信／WOWOW）[1]
- 土ドラ10「マル秘の密子さん」#4,8（2024年／日本テレビ）[2]

### 配信ドラマ
- 「ガス人間」脚本協力（Netflixシリーズ）

## 受賞歴
- 第31回 新人シナリオコンクール 大伴昌司賞（「R団地のミツバチ」）